# Élisabeth Jacquet de La Guerre
Élisabeth Jacquet de La Guerre (Élisabeth-Claude Jacquet de la Guerre) född Élisabeth Jacquet 17 mars 1665 i Saint-Louis-en-l'Ile i Paris, död 27 juni 1729 i Paris, var en fransk musiker; cembalist och kompositör.

## Biografi
Elisabeth Jacquet tillhörde en familj av musiker och frimurare. Hon spelade cembalo inför Ludvig XIV vid fem års ålder 1670 och ingick vid Madame de Montespans hov fram till sitt giftermål med organisten Marin de La Guerre 1684, varefter hon kallades Jacquet de La Guerre.
Hon gav sedan konserter och undervisning i sitt hem och blev mycket omtalad. Hon var en av få berömda kvinnliga kompositörer i sin samtid. Hennes första publicerade komposition var en av få skrivna för cembalo i Frankrike under 1600-talet; hennes opera Céphale et Procris (1694) för Musikaliska akademien var den första franska opera som skrivits av en kvinna; och hennes triosonater från 1695 tillhör de tidigaste i Frankrike.
Hennes Pièces de Clavecin qui peuvent se jouer sur le Viollon och Sonates pour le viollon et pour le clavecin från 1707 betraktas som tidiga exempel på sonater för violin med obligat cembalo, som skulle komma att bli en ny genre.

## Verk

### Scen
- Baletten Les jeux à l’honneur de la victoire (c.1691), förlorad
- Operan (tragédie lyrique) Céphale et Procris (1694)

### Vokalmusik
- Cantates françoises sur des sujets tirez de l'Ecriture, livre I (1708)
- Cantates françoises, livre II (1711)
- La musette, ou Les bergers de Suresne (1713)
- Cantates françoises (1715)
- Te Deum (1721), förlorad
- Flera sånger publicerade i Recueil d'airs sérieux et à boire (1710–24)

### Instrumentalmusik
- Pièces de clavessin (1687)
- Pièces de clavecin qui peuvent se jouer sur le viollon (1707)
- 6 sonates för violin och bas (1707)
- Som manuskript: 4 sonater för violin, viola da gamba och basso continuo; 4 triosonater för 2 violiner, viola da gamba och basso continuo.